# Croton rotundifolius
Croton rotundifolius är en törelväxtart som beskrevs av Sessé och José Mariano Mociño. Croton rotundifolius ingår i släktet Croton och familjen törelväxter. Inga underarter finns listade i Catalogue of Life.